# 春運

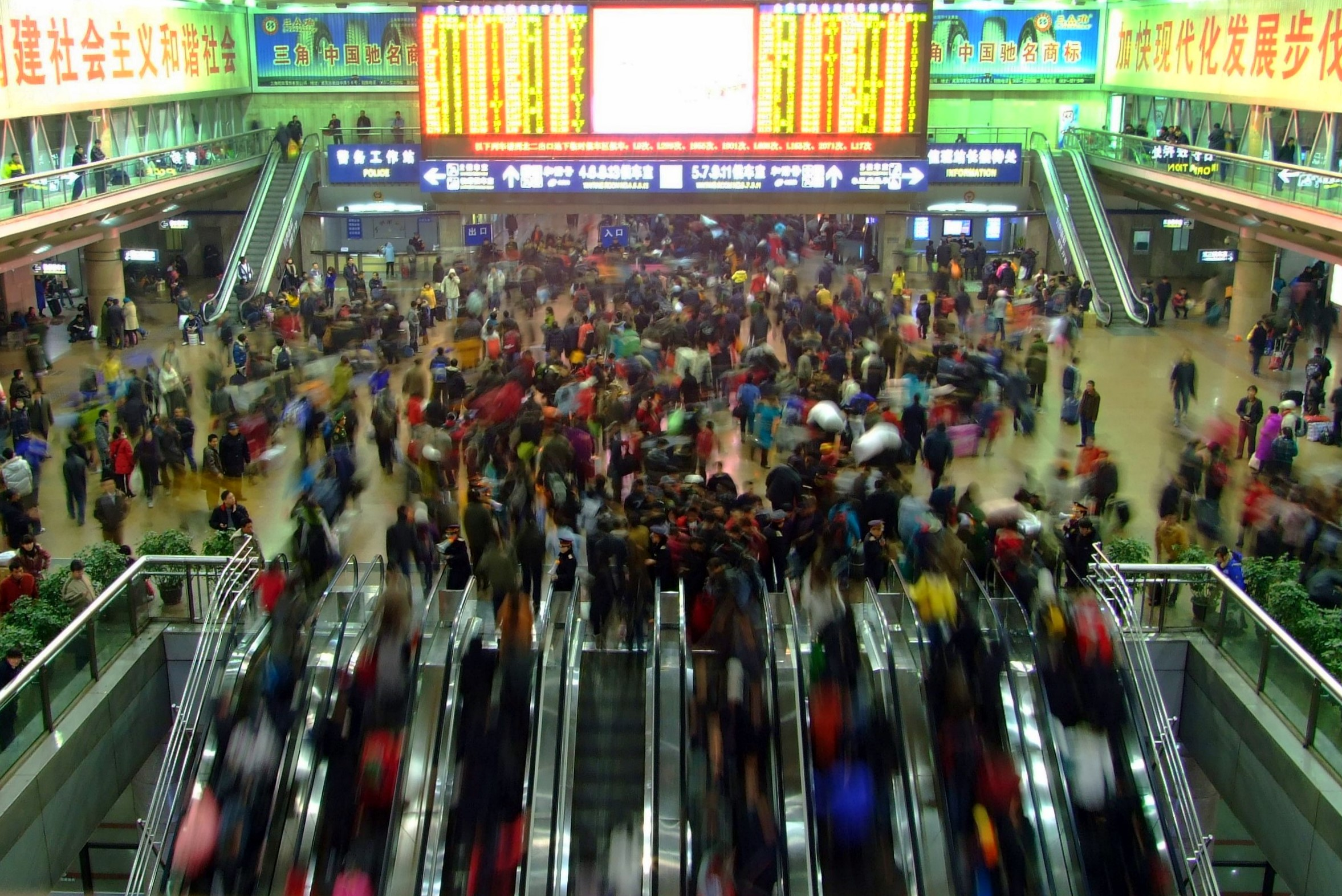
2009年の春運の時期の北京西駅構内

春運（しゅんうん、簡体字中国語: 春运）は、中華人民共和国で春節と呼ばれる旧正月のころに交通量が非常に多くなる現象。一般に旧正月の前の15日から後25日頃までの約40日にかけて起きる。春運期間に移動する旅客の延べ人数は、中国の人口を超えていて、2008年には20億人を超えていたとの報道もあり、人類最大の毎年起こる人口移動だといわれている。過度な集中を避けるために政府も期間中に出稼ぎ労働者の移動を禁ずる法令を出すなど対策を講じているが、解消には至らず重大な社会問題になっている。日本で言うところの「帰省ラッシュ」に近い。

## 原因

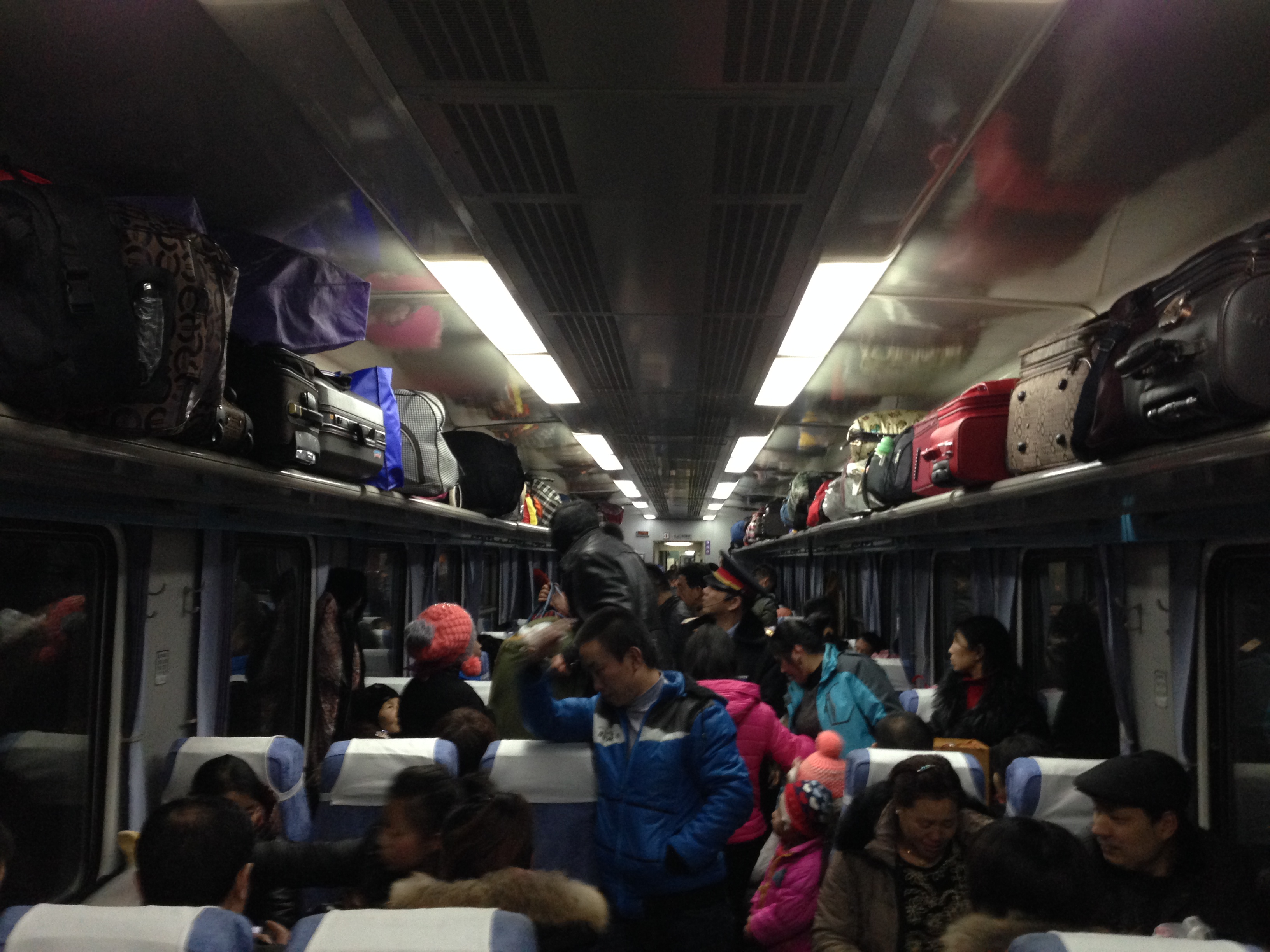
2014年春節時期､K680次列車の硬座車輌の様子

改革開放政策によって、自主就業を掲げて雇用の流動化を図ったため、仕事の多い地区に移住した人口が、年末の帰郷のために一斉に移動すること（中華人民共和国では家族で年を越すのが慣わしである）が大きな原因とされている。
労働者のほかには、この時期に冬休みになる大学生や旅行者、人口に見合う交通網が整っていないことも一因である。

## 性質
- 都市間の移動が主である。
- 主に陸路に圧力がかかる。
  - 中国の鉄道輸送に一年で最も大きな負担がかかる。
- 年末に都会から田舎の路線の移動が増す→元日前後に移動が収まる→年頭に田舎から都会の路線の移動が増す。

## 関連の問題
- 乗車券価格の高騰と黄牛：この時期になると乗車券の値段が高騰する。主に私営の貸切バス・小型バスが平日より高騰するが、国営の鉄道やバスなど公共交通ではほとんど変動しない。これには経営を独占している業者のつりあげ（壟断）があるといわれる。また人員を組織して電話を使い大量に券を予約して客に高値で売りさばく黄牛（ダフ屋）と呼ばれる犯罪が横行する。本物だけでなく偽造券も混じって売られるので検査や見つかったときの対応などでその分負担が増す。対策はとられているが職員と結託している場合もあり効果はあがっていない。
- 治安：人が多くなるのでそれにつけいった窃盗、強盗、詐欺などの犯罪や危険物（可燃品など）の持ち込みなどが増える。また業者が利益をあげようと便を水増ししたり定員を超える客を乗せたり職員を酷使したりするため事故が起こりやすい。

## 鉄道乗車券の購入方式
期間中は鉄道に限って予約に大きく異なる方式が取られている。駅での販売を減らすために学校や人員の多い工場では集団予約、一般には電話かインターネットの予約を行う。また搭乗が可能な日数が延長される。（例えば珠江三角洲地区では四日→十日）電話では予約が殺到する。（2005年の深圳地区では一時間あたり200万人超、広州地区では2月1日に1991万人を記録した）2005年1月16日から2月7日にかけて深圳地区で予約が取れたのは46.5万枚、一日あたり3.1万枚、人数の比率では82%であった。
指定した地点で販売する地域もあるが、そこに行くための交通が渋滞することや、購入の不確実性などの事情もあってこの方式は減少している。

## 集中する地域
年末に広東、北京、上海、年頭に成都、重慶、武漢、南昌、阜陽などに集中する。

## 輸送量一覧表
表は1994年から始まっているが春運がこの年に始まったのではない。
| 年     | 春運期間        | 総輸送客数 (億人) | 鉄道乗客数 (億人) | 道路利用者数 (億人) | 水運乗客数 (万人) | 旅客機乗客数 (万人) | 備考                       |
| ------ | --------------- | ----------------- | ----------------- | ------------------- | ----------------- | ------------------- | -------------------------- |
| 1994年 |                 | 12.2              |                   |                     |                   |                     |                            |
| 1995年 |                 | 14.28             |                   |                     |                   |                     |                            |
| 1996年 |                 | 16.2              |                   |                     |                   |                     |                            |
| 1997年 |                 | 17.4              |                   |                     |                   |                     |                            |
| 1998年 |                 | 18.2              |                   |                     |                   |                     |                            |
| 1999年 |                 | 14.4              |                   |                     |                   |                     |                            |
| 2000年 |                 | 16.16             |                   |                     |                   |                     |                            |
| 2001年 | 1月9日-2月17日  | 16.6              |                   |                     |                   |                     |                            |
| 2002年 | 1月28日-3月8日  | 17.4              | 1.3               | 15.86               | 2430              | 725                 |                            |
| 2003年 | 1月17日-2月25日 | 18.19             | 1.3               | 16.56               | 2400              | 870                 |                            |
| 2004年 | 1月7日-2月15日  | 18.9              | 1.37              | 17.17               | 2600              | 1050                |                            |
| 2005年 | 1月25日-3月5日  | 19.5              | 1.4               | 17.7                | 2760              | 1248                |                            |
| 2006年 | 1月14日-2月22日 | 20.42             | 1.49              | 18.77               | 2800              | 1760                |                            |
| 2007年 | 2月3日-3月14日  | 22.545            | 1.56              | 20.5                | 2850              | 2000                |                            |
| 2008年 | 1月24日-3月2日  | 22.628            | 1.96              | 20.17               | 2878              | 2100                | 雪害が発生                 |
| 2009年 | 1月11日-2月19日 | 23.59             | 1.92              | 21.1                | 3089              | 2572                |                            |
| 2010年 | 1月30日-3月10日 | 25.57             | 2.04              | 22.9                | 3357              | 2902                |                            |
| 2011年 | 1月19日-2月27日 | 28.61             | 2.21              | 25.73               | 3500              | 3220                |                            |
| 2012年 | 1月8日-2月16日  | 31.56             | 2.21              | 28.47               | 4245.1            | 3374                |                            |
| 2013年 | 1月26日-3月6日  | 34                | 2.4047            | 31                  | 4308              | 3810                |                            |
| 2014年 | 1月16日-2月24日 | 33.23             | 2.67              | 32.6                | 4344.8            | 4407                |                            |
| 2015年 | 2月4日-3月16日  | 28.09             | 2.95              | 24.22               | 4284              | 4914                |                            |
| 2016年 | 1月24日-3月3日  | 29.1              | 3.26              | 24.95               | 4260              | 5410                |                            |
| 2017年 | 1月13日-2月21日 | 29.8              | 3.57              | 25.2                | 4397.6            | 5854.8              | [ 3 ]                      |
| 2018年 | 2月1日-3月12日  | 29.7              | 3.82              | 24.8                | 4322              | 6541                | [ 4 ]                      |
| 2019年 | 1月21日-3月1日  | 29.8              | 4.07              | 24.6                | 4076.9            | 7288.2              | [ 5 ]                      |
| 2020年 | 1月10日-2月18日 | 14.76             | 2.1               | 12.11               | 1689.1            | 3839                | コロナウイルス感染症が流行 |
| 2021年 | 1月28日-3月8日  | 8.7               | 2.2               | 6                   | 1533.8            | 3536.8              | [ 7 ]                      |
| 2022年 | 1月17日-2月25日 | 10.6              | 2.53              | 7.5                 | 1282              | 3982                | [ 8 ]                      |
| 2023年 | 1月7日-2月15日  | 15.95             | 3.48              | 11.69               | 2245.2            | 5521.4              | [ 9 ]                      |